# Нановський Ярослав Йосипович

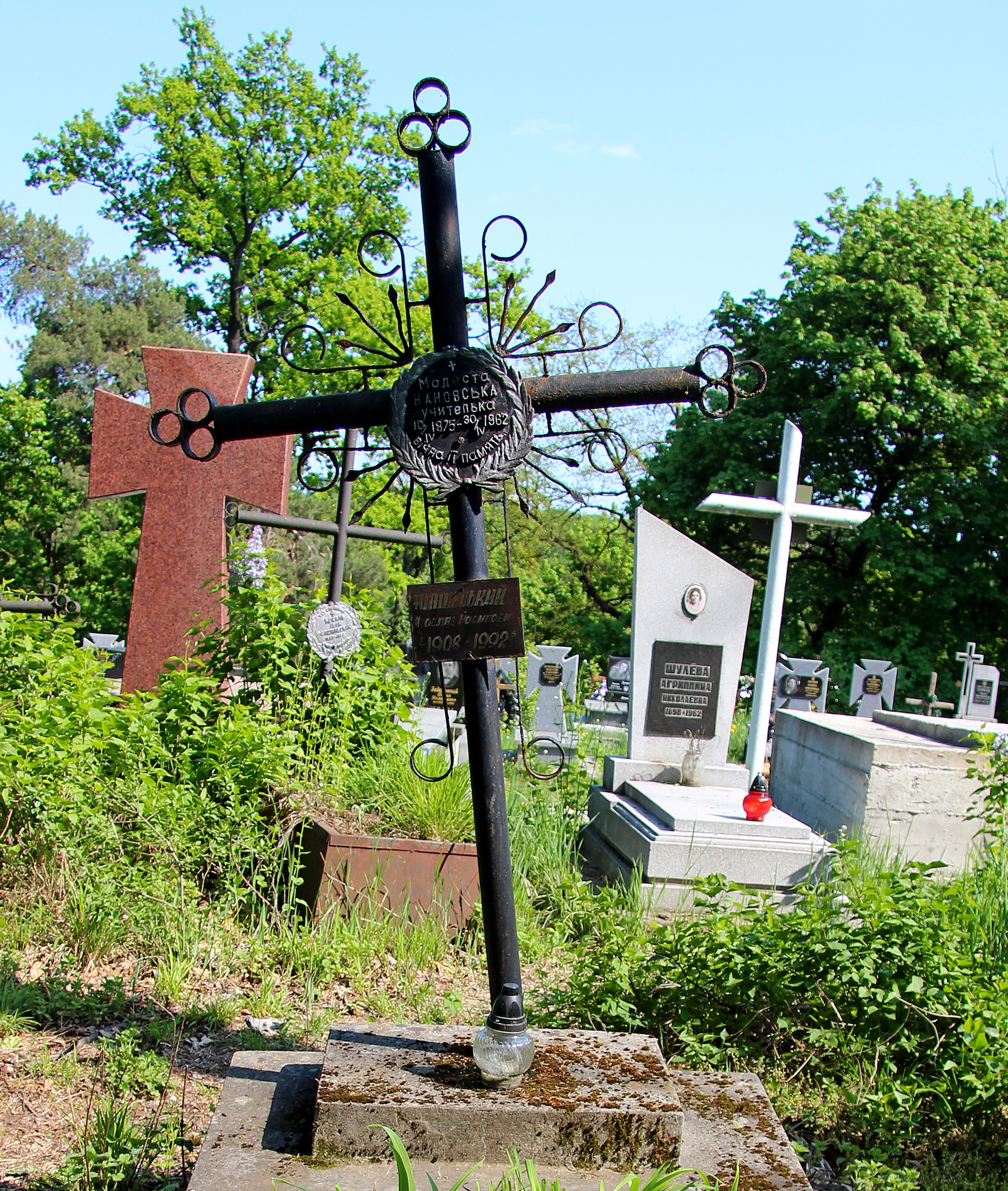

 Ярослав Йосипович Нановський (1 вересня 1908, Печенія — 5 жовтня 1992, Львів) — український мистецтвознавець, працівник Національного музею у Львові. Автор біографічних книг про українських малярів.
Народився 1 вересня 1908 р. у с. Печенія на Золочівщині в родині вчителів. Спочатку здобував освіту в українській гімназії класичного профілю у Львові. Вищу у Львівському університеті (1930—1940 рр.), де вивчав мистецтвознавство й українську філологію. Педагогічну працю розпочав в залізничній середній школі № 6 у м.Сарни на Рівненщині в 1940 р.
1942 р. — 10 серпня 1944 р. — асистент у Національному музеї під керівництвом доктора Іларіона Свєнціцького;
У 1945—1952 рр. паралельно на викладацькій роботі у Львівському училищі прикладного мистецтва та Львівському інституті прикладного та декоративного мистецтва.
10 серпня 1944 р. — 1 червня 1945 р. — молодший науковий працівник;
1 червня 1945 р. — 25 квітня 1952 р. — старший науковий працівник;
25 квітня 1952 р. — 10 жовтня 1953 р. — зав. відділом образотворчого і скульптурного мистецтва;
10 жовтня 1953 р. — 16 січня 1963 р. — зав. відділом мистецтва XVIII, XIX і XX ст.;
16 січня 1963 р. — 1 грудня 1971 р. — старший науковий працівник;
1 грудня 1971 р. — 28 квітня 1982 р. зав. відділом українського мистецтва XIX — поч. XX ст.;
28 квітня 1982 р. — 1 грудня 1982 р. — старший науковий працівник;
Після оформлення пенсії від 1 грудня 1982 р. — музейний служитель;
від 4 жовтня 1990 р. і до смерті — хранитель фондів;
З 1967 р. член Спілки художників УРСР(секція художньої критики та мистецтвознавства).
Вийшовши на пенсію продовжує працювати у відділі фондів Львівського музею українського мистецтва , де упорядкував і здійснив науково-інвентарне опрацювання великої збірки банкнот різних держав(від поч. 19 ст. — до 1920-х років).
Автор біографічних монографій: «Корнило Миколайович Устиянович».— К., 1963;
«Іван Труш».— К., 1967;
«Юліан Панькевич».— К., 1986.

Помер 5 жовтня 1992 р. у Львові. Похований на полі № 41 Личаківського цвинтаря.